# أبو الفضل الرياشي
أبو الفضل العباس بن الفرج الرياشي ( -257 هـ) مولى محمد بن سليمان الهاشمي. من كبار النحاة وأهل اللغة، راوية للشعر وعالم بأيام العرب.

## سيرته
اعتبره ياقوت الحموي «ثقةً فيما يرويه» في كتابه معجم الأدباء. أخذ عن الأصمعي وأبو عبيدة معمر بن المثنى. كان يحفظ كتب الأصمعي وكتب أبي زيدٍ. وقرأ عليه المازني النحو، وقرأ عليه المازني اللغة.(2) قال المبرد: «سمعت المازني يقول: قرأ الرياشي علي كتاب سيبويه فاستفدت منه أكثر مما استفاد مني، يعني أنه أفادني لغته وشعره وأفاده هو النحو». وأخذ عنه أبو العباس المبرد وابن دريد(2)، وروى عنه ابن أبي الدنيا وإبراهيم الحربي. مات مقتولاً في واقعة الزنج بالبصرة في خلافة المعتمد سنة سبعٍ وخمسين ومائتين. وسمي بالرياشي لأن أباه كان عند رجلٍ يقال له رياش فبقي عليه نسبه.

## مؤلفاته
له تصانيف منها:
- الخيل.
- الإبل.
- ما اختلفت أسماؤه من كلام العرب.